# Boss Level
Pour plus de détails, voir Fiche technique et Distribution.
Boss Level ou Ennemi Ultime au Québec est un film d'action et de science-fiction américain coécrit et réalisé par Joe Carnahan et sorti en 2021.

## Synopsis
Piégé dans une boucle temporelle qui répète constamment le jour de son meurtre, l'ancien agent des forces spéciales Roy Pulver (Frank Grillo) découvre des indices sur un projet gouvernemental secret qui pourrait dévoiler le mystère de sa mort prématurée. Dans une course contre la montre, Pulver doit traquer le colonel Clive Ventor (Mel Gibson), le puissant chef du programme gouvernemental, tout en devançant des assassins habiles et impitoyables déterminés à le détourner de la vérité afin de sortir de la boucle, de sauver sa femme (Naomi Watts) et de vivre à nouveau pour demain.

## Fiche technique
Sauf indication contraire, les informations mentionnées dans cette section peuvent être confirmées par la base de données cinématographiques IMDb,  présente dans la section « Liens externes ».
- Titre original et français : Boss Level
- Titre québécois : Ennemi Ultime
- Réalisation : Joe Carnahan
- Scénario : Chris Borey, Eddie Borey et Joe Carnahan
- Musique : Clinton Shorter
- Décors : Jon Billington
- Costumes : Jayna Mansbridge
- Photographie : Juan Miguel Azpiroz
- Montage : Kevin Hale
- Producteurs : Randall Emmett, George Furla, Joe Carnahan et Frank Grillo
  - Coproducteurs : Anthony Callie, Alexander Eckert et Timothy C. Sullivan
- Sociétés de production : Highland Film Group, EFO, Diamond Film Productions, MoviePass Films, The Fyzz, Ingenious et WarParty
- Sociétés de distribution : Hulu (États-Unis), VVS Films (Canada), Metropolitan FilmExport (France)
- Pays de production :  États-Unis
- Langue originale : anglais
- Format : couleur - 2.35:1
- Genre : science-fiction, action
- Dates de sortie [2] :
  - États-Unis : 5 mars 2021 (en VOD sur Hulu)
  - France : 6 mars 2021 (en DVD et Blu-ray)

## Distribution
- Frank Grillo (VF : Nessym Guetat) : Roy Pulver
- Mel Gibson (VF : Jacques Frantz)[3] : le colonel Clive Ventor
- Naomi Watts (VF : Hélène Bizot) : Jemma Wells
- Will Sasso (VF : Paul Borne) : Brett
- Annabelle Wallis (VF : Aurore Bonjour) : Alice
- Sheaun McKinney (VF : Jean-Baptiste Anoumon) : Dave
- Selina Lo (VF : Diane Dassigny) : Guan Yin
- Michelle Yeoh (VF : Nathalie Régnier) : Dai Feng
- Ken Jeong (VF : Xavier Couleau) : le chef Jake
- Meadow Williams (VF : Marie Bouvier) : Pam
- Mathilde Ollivier (VF : Laetitia Coryn) : Gabrielle
- Rio Grillo (VF : Lou Lévy) : Joe
- Armida Lopez (VF : Marie Bouvier) : Esmerelda
- Rob Gronkowski : Gunner
- Quinton Jackson et Rashad Evans : les « jumeaux allemands »

## Production

### Genèse et développement
En novembre 2017, il est annoncé que Mel Gibson et Frank Grillo sont en négociations pour jouer dans un film écrit et réalisé par Joe Carnahan.

### Attribution des rôles
La distribution vient s'étoffer en mars 2018 avec les arrivées de Will Sasso, Naomi Watts, Annabelle Wallis et Rob Gronkowski,,. Ken Jeong, Mathilde Ollivier, Selina Lo et Michelle Yeoh rejoignent ensuite la distribution,.

### Tournage
Le tournage débute en mars 2018 dans l'État de Géorgie. La plupart du tournage a lieu à Atlanta.

## Sortie
En avril 2018, Entertainment Studios Motion Pictures acquiert les droits de distribution pour les États-Unis. Sa sortie est alors prévue pour le 16 août 2019, mais il a manqué sa date de sortie.
Une projection spéciale gratuite du film, sponsorisée par le site de divertissement Collider, a eu lieu aux ArcLight Cinemas à Hollywood le 11 février 2020, suivie d'une session de questions-réponses avec Grillo et Carnahan.
En juin 2020, Entertainment Studios Motion Pictures a abandonné le film. En novembre 2020, les droits de distribution américains ont été acquis dans le cadre d'un accord à huit chiffres par Hulu. Il sort le 5 mars 2021 et le lendemain en vidéo à la demande en en DVD en France.

## Commentaire
(septembre 2024).
- Si vous ne connaissez pas le sujet, laissez ce bandeau (vous pouvez alors contacter les auteurs).
- Si vous supprimez le contenu mis en cause (vous pouvez préalablement contacter les auteurs),

argumentez précisément cette suppression dans la page de discussion
(un manque de référence n'est pas un argument ; une recherche réelle de référence doit avoir été effectuée, être formellement documentée).
Le film s'inspire du jeu Robotron: 2084, sorti en 1982. Robotron: 2084 est un jeu de Williams conçu et programmé par Eugene Jarvis et Larry DeMar. Dans ce « run and gun » qui propose un système de jeu à double joystick le joueur incarne le dernier espoir de l’humanité confronté à une armée de robots belliqueux qui surviennent à un rythme effréné. Dès les premières secondes le joueur doit visualiser les éléments décisifs. Chaque vague l’oblige a adapter sa stratégie. Le jeu est une boucle et à la 255e vague la partie reprend au début en incrémentant le score. Près de 20 000 bornes seront produites. Les spectateurs peuvent d'ailleurs voir la borne Robotron: 2084 lorsque Roy Pulver retrouve son fils Roy dans la salle de jeux rétro 3rd Gen. C'est l'occasion pour le duo de partager un moment intime et pour Roy de dire à son fils à quel point sa vie ressemble au jeu[réf. nécessaire].